# Charlotte (Teksas)
Charlotte je grad u američkoj saveznoj državi Teksas. Prema popisu stanovništva iz 2010. u njemu je živjelo 1.715 stanovnika.